# Trận Morotai
Trận Morotai, một phần của cuộc chiến tranh Thái Bình Dương, bắt đầu vào ngày 15 tháng 9 năm 1944, và tiếp tục cho đến khi kết thúc chiến tranh vào tháng 8 năm 1945. Cuộc chiến bắt đầu khi Hoa Kỳ và các lực lượng Úc đã đổ bộ lên góc phía tây nam của Morotai, một hòn đảo nhỏ ở Đông Ấn Hà Lan(NEI), nơi các nước Đồng minh cần có để làm căn cứ hỗ trợ giải phóng Philippines năm sau đó. Các lực lượng tiến công đông hơn rất nhiều so với lực lượng phòng vệ Nhật Bản trên hòn đảo và bảo đảm mục tiêu của họ trong hai tuần. Quân tiếp viện Nhật Bản đã đổ bộ lên hòn đảo giữa tháng 9 và tháng 11, nhưng thiếu quân nhu cần thiết để tấn công một cách hiệu quả các tuyến phòng thủ của Đồng Minh. Cuộc chiến liên tục tiếp tục cho đến khi chiến tranh kết thúc, với việc quân đội Nhật Bản bị thiệt hại nặng nề về quân số do bệnh tật và nạn đói.
Phát triển của Morotai thành một căn cứ của Đồng Minh bắt đầu ngay sau đổ bộ, và hai sân bay lớn đã sẵn sàng để sử dụng trong tháng 10. Các cơ sở và này các cơ sở khác đóng một vai trò quan trọng trong việc giải phóng Philippines trong năm 1944 và năm 1945. Tàu ngư lôi và máy bay tại Morotai cũng sách nhiễu các vị trí Nhật Bản trong NEI. Cơ sở căn cứ trên hòn đảo đã được mở rộng hơn nữa trong năm 1945 để hỗ trợ chiến dịch Borneo do Úc chỉ huy, và Morotai vẫn là một trung tâm và trung tâm hậu cần và chỉ huy quan trọng cho đến khi Hà Lan tái lập chế độ thuộc địa của họ trong NEI.